# Józefków (województwo świętokrzyskie)
Józefków – wieś sołecka w Polsce położona w województwie świętokrzyskim, w powiecie sandomierskim, w gminie Zawichost.
W latach 1975–1998 miejscowość administracyjnie należała do województwa tarnobrzeskiego.

## Historia
Józefków w wieku XIX – folwark w  powiecie opatowskim, gminie Czyżów Szlachecki, parafii Przybysławice w 1883 posiadał 2 domy i 45 mieszkańców i 646 mórg ziemi
dworskiej. Należał do dóbr Prusy Górne.